# Стельникович Віталій Віталійович
Віта́лій Віта́лійович Стельнико́вич (нар. 21 березня 1986 — пом. 1 грудня 2014) — солдат Збройних сил України.

## Життєпис
Народився в багатодітній сім'ї, рано втратив маму. Дітей виховував батько-інвалід ІІ-ї групи. З відзнакою закінчив 2004 року Житомирське профтехучилище, здобув професію столяра-будівельника.
Працював у Перебродському лісництві Словечанського держлісгоспу, без відриву від виробництва у Малинському лісотехнічному коледжі здобув освіту. Від 2009 року працював лісником у держспецпідприємстві «Чорнобильська пуща» (Паришівське лісництво).
Мобілізований у березні 2014 року, солдат 30-ї окремої механізованої бригади.
Під час бойових дій на Луганщині зазнав поранення, після лікування повернувся на фронт. В зоні бойових дій затримав злочинця, командування надіслало його батьку Похвальний лист за достойне виховання сина. Внаслідок важкого поранення впав у кому, перебував в районній лікарні Мелітополя, згодом перевезений до Запоріжжя. 1 грудня серце Віталія зупинилося.
Похований в селі Бігунь.

## Нагороди та вшанування
За особисту мужність і героїзм, виявлені у захисті державного суверенітету та територіальної цілісності України, вірність військовій присязі під час російсько-української війни, відзначений — нагороджений
- 17 липня 2015 року — орденом «За мужність» III ступеня (посмертно)[1]